# Jim Wallhead
Jim Wallhead, właściwie Jimmy Wallhead (ur. 14 marca 1984 w Leicesterze) – angielski judoka oraz zawodnik mieszanych sztuk walki (MMA). W swojej karierze walczył dla takich organizacji jak: BAMMA, Bellator MMA, M-1 Challenge czy UFC. Były tymczasowy mistrz Cage Warriors w wadze półśredniej.

## Kariera judo
Przygoda Wallheada z judo zaczęła się z przypadku w wieku 7 lat, kiedy to ten obejrzał film o karate pt. Karate Kid. Zainspirowany Wallhead tą sztuką walki namówił swoją mamę, by ta go zapisała na zajęcia karate, jednak przypadkowo został zapisany na zajęcia judo. Wallhead mimo początkowej inspiracji do karate zakochał się w judo, gdzie rywalizował i zdobywał złote medale dla klubu Beaumont Leys Judo pod okiem trenera senseia Rocky’ego Edwardsa. Kontynuując karierę judo przeniósł się do Coventry, gdzie został pełnoetatowym judoką w klubie Neila Adamsa, srebrnego medalisty olimpijskiego. Będąc pod wodzą Neila Adamsa, Jimmy wygrał 3 mistrzostwa Wielkiej Brytanii w judo poniżej 21 lat i liczne tytuły w europejskich turniejach „A”, a także zajął 7. miejsce na europejskich igrzyskach olimpijskich młodzieży po tym, jak stracił punkty na rzecz ostatecznego zwycięzcy za punkty w ćwierćfinale. Wallhead posiada czarny pas w tej dyscyplinie.

## Kariera MMA

### Wczesna kariera (Cage Warriors i House of Pain)
Na początku swojej kariery Wallhead był związany z klubem Urban Combat Leicester. Zadebiutował półprofesjonalnie przeciwko Steve’owi Matthewsowi 8 kwietnia 2005 roku w walce zaplanowanej na dystans dwóch rund po pięć minut każda. Ta walka toczyła się w wadze ciężkiej na gali Cage Warriors: Quest, podczas której Wallhead był w stanie pokonać swojego przeciwnika duszeniem zza pleców po 27 sekundach pierwszej rundy.
Kolejne cztery pojedynki stoczył również pod banderą organizacji Cage Warriors, w tym każda z tych walk kończyła się w pierwszych rundach. Najpierw 30 kwietnia zwyciężył w identyczny sposób co w debiucie z Leslee Ojugbaną (walka w kategorii półciężkiej), następne 21 maja dopisał dwie porażki z rzędu m.in. z Borisem Jonstompem przez poddanie dźwignią na kark (walka w wadze średniej) i Chrisem Ricem przez TKO (walka w wadze półciężkiej), a w październiku skończył także technicznym nokautem Steve’a Singha-Sidhu (debiut oraz przejście do wagi półśredniej). Walhead, gdy wcześniej przegrał z Ricem zszedł dwie kategorie wagowe i dołączył do klubu Team Rough House po spotkaniu z Danem Hardym.
Jeszcze w tym samym roku na grudniowej gali House of Pain: Fight Night 4, która odbyła się w stolicy Walii – Cardiff zdobył pas mistrzowski mniejszej, brytyjskiej federacji House of Pain w wadze półśredniej, zwyciężając po trzech rundach werdyktem większościowym z Paulem Jenkinsem.
25 marca 2006 powrócił do brytyjskiej federacji Cage Warriors, rozprawiając się przez TKO (ciosy pięściami) po nieco ponad dwóch minutach z Henningiem Svendsenem na gali Cage Warriors: Strike Force 3.
9 kwietnia 2006 podczas walki wieczoru gali House of Pain: Fight Night 5 obronił tytuł HOP, zwyciężając ponownie technicznym nokautem. Wallhead tym razem rozbił nie ciosami, a łokciami w parterze Johna Phillipsa.
27 maja 2006 na Cage Warriors: Strike Force 6 przegrał w pierwszej odsłonie przez poddanie duszeniem trójkątnym z Peterem Angererem.

### Turniej „2 Hot 2 Handle: Road To Japan” oraz Cage Gladiators
Następnie 18 czerwca 2006 w Holandii, a dokładnie w Amsterdamie wziął udział w turnieju „2 Hot 2 Handle: Road To Japan” do -83 kg. W pierwszej półfinałowej walce tego turnieju pokonał decyzją po dwóch rundach Camara Bouna, by w finale zwyciężyć z Ksanderem Nelem przez TKO.
3 września 2006 w walce wieczoru gali Cage Gladiators II: The Next Generation zdobył pas federacji Cage Gladiators w kategorii półśredniej. Wallhead na tym wydarzeniu pokonał weterana UFC, Jasona Tana niejednogłośną decyzją sędziowską.

### Dalsze walki dla Cage Warriors, House of Pain oraz M-1 Challenge
Wracając do Cage Warriors zmierzył się z Dennisem Siverem. Wallhead został poddany balachą w drugiej rundzie.
Cztery miesiące później Wallhead zmierzył się z Lewisem Barrowem i wygrał przez poddanie w drugiej rundzie po uderzeniach na rywalu, rozpoczynając serię czterech zwycięstw z rzędu. Kolejne trzy walki Wallheada zakończyły się zwycięstwami przez poddania już w pierwszych odsłonach rundowych; zwycięstwo przez duszenie nad Jordanem Jamesem, zwycięstwo duszeniem trójkątnym nad Marius Liaukevicius i zwycięstwo duszeniem zza pleców nad Stevenem Lynchem.
Wallhead zaczął zyskiwać większe uznanie i ekspozycję w Stanach Zjednoczonych, kiedy jego walka z Charlesem Blanchardem została przedstawiona w magazynie informacyjnym Inside MMA, który był emitowany w sieci HDNet. Niestety dla Wallheada ta walka zakończyła się przegraną na punkty.
Następnie Wallhead zaczął wykazywać lepszą siłę bokserską i nokautował rywali w kilku następnych walkach, z których pierwszą była przeciwko Tomowi Haddockowi w kwietniu 2008, którego pokonał przez poddanie po ciosach pięściami w drugiej rundzie.
Niecałe trzy miesiące później Wallhead zmierzył się z Brazylijczykiem, Fabricio Nascimento. Wallhead przez cały czas utrzymywał walkę na nogach, zapobiegając obaleniom Nascimento. Sfrustrowany lepszym boksem Wallheada, Nascimento wyraźnie okazał pogardę. Wallhead odniósł jednogłośną wygraną na kartach punktowych, które zostało uznane za najważniejsze zwycięstwo, jakie odniósł na tym etapie swojej kariery.
Następna walka Wallheada odbyła się na gali M-1 Challenge UK we wrześniu 2008 roku i miała być przeciwko Jasonowi Ballowi, jednak Ball musiał wycofać się z powodu kontuzji kolana i został zastąpiony przez Igora Araújo. Po zaledwie 79 sekundach Wallhead wygrał przez TKO dzięki uderzeniom – było to piąte zwycięstwo przez techniczny nokaut w jego karierze. Przygotowując się do walki z Araújo, Wallhead tymczasowo dołączył do klubu Xtreme Couture Mixed Martial Arts w Las Vegas, aby dalej doskonalić swoje umiejętności.

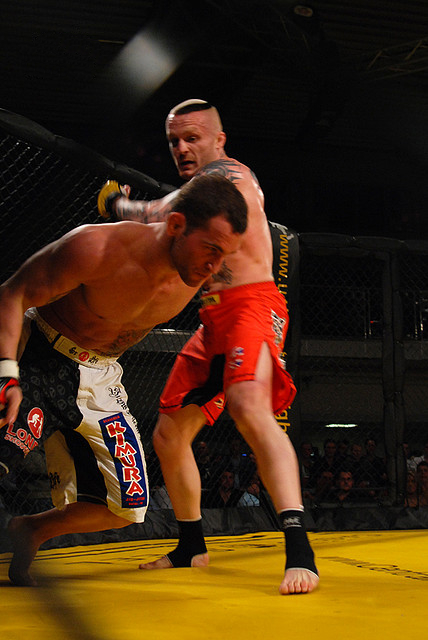
Walhead w walce z Favio Toldo (2008r).

Dalej w kolejnym starciu Wallhead nadal pokazywał swój znacznie ulepszony boks, co skutkowało szybkim nokautem po minucie walki w lipcu 2008 na Fabio Toldo podczas gali Cage Warriors: Enter The Rough House 7.
Następnie Wallhead złożył wniosek o dołączenie do The Ultimate Fighter, a konkretnie o zostanie uczestnikiem gali The Ultimate Fighter: United States vs. United Kingdom. Po pomyślnym przejściu oceny i rozmowie kwalifikacyjnej powiedziano mu, że jest „zbyt doświadczonym zawodnikiem” do tego serialu, choć co dziwne, zamiast tego został „zastępcą”, który awansowałby, gdyby inny członek obsady wycofał się z kontuzją. Po tej walce Wallhead miał ośmiomiesięczną przerwę.
We wrześniu 2009 roku Wallhead zdobył pas mistrzowski Clash of Warriors wagi półśredniej, pokonując Mariusa Buzinskasa.
W listopadzie 2009 roku Wallhead odniósł prawdopodobnie najbardziej głośne zwycięstwo w swojej karierze, pokonując Che Millsa, uczestnika The Ultimate Fighter: United States vs. United Kingdom Che Millsa w „Knuckleup At The Manor w Newport w Walii. Walka, która była postrzegana jako „zderzenie dwóch czołowych brytyjskich niepodpisanych zawodników wagi półśredniej”, była zaciętą walką, którą sędziom trudno było ocenić, jednak lepszy okazał się być Wallhead, wygrywając jednogłośnie na punkty.

### BFC i Cage Warriors
Pomimo spekulacji na temat dołączenia do Ultimate Fighting Championship, w grudniu 2009 roku Wallhead został podpisany przez Bellator Fighting Championships (aktualnie Bellator MMA), aby wziąć udział w ośmioosobowym turnieju wagi półśredniej w 2010 roku, który rozpoczął się 8 kwietnia 2010 roku. Mimo to Wallhead przed tym turniejem stoczył walkę w wadze średniej podczas Cage Warriors 37: Right to Fight, gdzie pokonał Shauna Lomasa przez duszenie zza pleców po dwóch minutach pierwszej rundy.
Pierwszy występ Wallheada w turnieju miał się odbyć na Bellator 15 przeciwko Amerykaninowi Jacobowi McClintockowi, jednak 20 kwietnia, zaledwie dwa dni przed walką z McClintockiem, Wallhead został zmuszony do wycofania się z turnieju Bellator, ponieważ został uziemiony w Anglii z powodu Erupcji Eyjafjallajökull w 2010 roku. Wallhead został zastąpiony przez Ryana Thomasa.
Miesiąc później dyrektor generalny Bellatora, Bjorn Rebney, oświadczył, że zamierzają włączyć Wallheada do trzeciego sezonu – pomimo braku turnieju wagi półśredniej – z myślą o włączeniu go do turnieju wagi półśredniej czwartego sezonu.

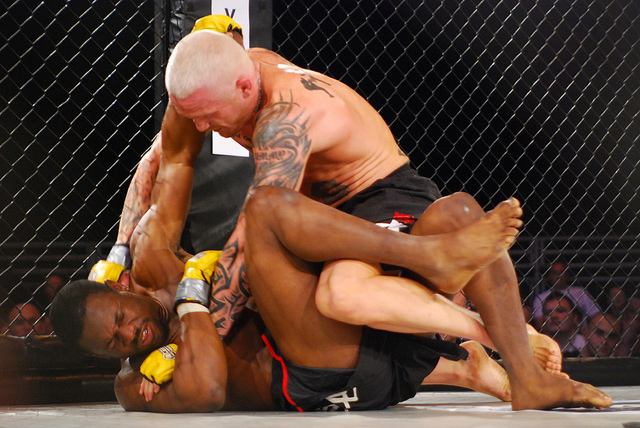
Walhead w walce z Shaunem Lomasem (2010r).

W międzyczasie Wallhead stoczył walkę w Cage Warriors z Shaunem Lomasem i pokonał go przez duszenie zza pleców w pierwszej rundzie. Z powodu kontuzji Mikeya Gomeza, niedoszłego rywala Wallheada, Lomas wszedł na zastępstwo w ostatnim, krótkim czasie, co oznacza, że ta walka odbyła się w wadze średniej. Dla Wallheada był to występ w tej kategorii wagowej po raz pierwszy od dwóch lat.
Plany Bellatora dotyczące włączenia Wallhead do trzeciego sezonu zostały potwierdzone we wrześniu 2010 roku, kiedy Wallhead podpisał kontrakt z Ryanem Thomasem 14 października 2010 na Bellator 32. Wallhead pokonał Thomasa jednogłośną decyzją (29-28, 29-28, 29-28).
W czwartej rundzie turnieju wagi półśredniej czwartego sezonu Wallhead zmierzył się z innym judoką, Rickiem Hawnem, przegrywając jednogłośną decyzją.

### BAMMA i BFC
Następnie Wallhead zadebiutował w brytyjskiej BAMMA na gali BAMMA 7 przeciwko Frankowi Triggowi. Początkowo Trigg miał zmierzyć się z Tomem Watsonem o tytuł Watsona w wadze średniej, jednak Watson doznał kontuzji pleców, która zmusiła go do wycofania się z tego starcia i umożliwiła Wallheadowi zastąpienie go. W pierwszej rundzie Wallhead trafił Trigga lewym hakiem, który wydawał się go zranić, zanim wykonał udane obalenie. Zakończył pierwszą rundę ciosami w parterze, które otworzyły rozcięcie na policzku Trigga. W drugiej rundzie Wallhead zadawał silniejsze ciosy, ale rzadziej niż Trigg. Ostatnia runda również była bliska, chociaż Wallhead po raz kolejny zdołał obalić Trigga na początku rundy. Walka dotrwała do decyzji sędziów, po której Wallhead wygrał niejednogłośnie (29-28, 28-29 i 30-27).
Na następnej numerowanej gali BAMMA 8 powrócił do kategorii półśredniej w konfrontacji Joeyem Villasenorem. Walhead wygrał pojedynek przez nokaut po 48 sekundach.
W kolejnej walce Wallhead powrócił do Bellatora, aby wziąć udział w turnieju wagi półśredniej siódmego sezonu. Jego walka ćwierćfinałowa w pierwszym etapie była przeciwko Lymanowi Goodowi podczas gali Bellator 74. Przegrał to starcie przez jednogłośny werdykt (3 × 29-27).
9 marca 2013 zmierzył się z weteranem UFC Mattem Veachem na BAMMA 12, wygrywając przez poddanie w pierwszej rundzie dzięki duszeniu zza pleców.
Następnie 14 września 2013 zmierzył się z byłym zawodnikiem TUF Eddy’m Ellisem na BAMMA 13. Przegrał walkę w bardzo kontrowersyjnej decyzji po złamaniu szczęki Ellisowi w pierwszej rundzie i wybronieniu wielu jego prób obaleń.

### KSW i WFCA
W połowie 2015 roku Wallhead podpisał kontrakt z polską organizacją Konfrontacja Sztuk Walki, gdzie w debiucie 31 października 2015 podczas gali KSW 32: Road to Wembley w Londynie technicznie znokautował Polaka, Rafała Moksa
9 kwietnia 2016 zawalczył dla rosyjskiej federacji World Fighting Championship Akhmat podczas gali Akhmat Fight Show 18: Grand Prix Akhmat 2016 w konfrontacji z Giennadijm Kowałiowem. Wallhead wygrał walkę przez jednogłośną decyzję.

### UFC
W dniu 27 czerwca 2016 podpisał kontrakt z Ultimate Fighting Championship, aby walczyć z Jessinem Ayarim na UFC Fight Night 93, zastępując Emila Meeka. Przegrał walkę przez niejednogłośną decyzję.
3 czerwca 2017 na UFC 212 zmierzył się z Luanem Chagasem. Przegrał walkę przez poddanie duszeniem zza pleców w drugiej rundzie.
Oczekiwano, że 21 października 2017 podczas UFC Fight Night 118 zawalczy z Brazylijczykiem, Warlleyem Alvesem, jednak Wallhead wypadł z tego starcia z powodu nielegalnego stosowania dopingu. Test na doping został przeprowadzony 7 października przez Amerykańską Agencję Antydopingową (USADA). Początkowo spekulowano, że do walki nie dojdzie przez kontuzję Wallheada.
Wallhead uzyskał pozytywny wynik testu poza zawodami zebranego 7 października 2017 r. Przez USADA. 6 lutego 2018 roku otrzymał dziewięciomiesięczne zawieszenie USADA za naruszenie testowanej ostaryny i jej metabolitu w wyniku zanieczyszczonego suplementu i mógł ponownie startować 7 lipca 2018 roku.

### Ponowny powrót do Bellator MMA i Cage Warriors
Po UFC związał się ponownie z Bellator MMA. W debiucie Wallhead zmierzył się z Abnerem Lloverasem 9 lutego 2019 roku podczas gali Bellator: Newcastle. Wygrał walkę przez jednogłośną decyzję (29-28, 30-27, 30-27).
Następnie 4 maja tego samego roku pokonał jednogłośną decyzją sędziowską (29-27, 30-26, 30-27) Giorgio Pietrinia na Bellator: Birmingham.
W lipcu 2022 po ponad dwuletniej przerwie powrócił do Cage Warriors na pojedynek z Polakiem, Danielem Skibińskim podczas wydarzenia Cage Warriors 141. Wygrał walkę przez TKO w pierwszej rundzie.
12 listopada 2022 został tymczasowym mistrzem Cage Warriors w kategorii półśredniej, pokonując technicznym nokautem na gali Cage Warriors 146 innego Polaka, Mateusza Figlaka w pierwszej odsłonie rundowej.
29 kwietnia 2023 na gali Cage Warriors 153 w Dublinie zawalczył o pełnoprawny pas mistrza Cage Warriors w kategorii półśredniej. Wallhead przegrał przez TKO – przerwanie przez narożnik po czwartej rundzie z panującym mistrzem Rhysem McKeem. Po tej walce Jim Wallhead ogłosił zakończenie kariery zawodnika MMA w wieku 39 lat.

## Osiągnięcia

### Judo
- Trzykrotny mistrz Wielkiej Brytanii w judo do lat 21.[5]
- Siódme miejsce w Europejskich Igrzyskach Olimpijskich Młodzieży[4].
- Czarny pas[5].

### Mieszane sztuki walki
- 2005: mistrz House of Pain w wadze półśredniej do 77,1 kg + jedna obrona pasa[13].
- 2006: zwycięzca turnieju Road to Japan do 83 kg (organizowany przez 2 Hot 2 Handle)[17].
- 2006: mistrz Cage Gladiators w wadze półśredniej do 77,1 kg[18].
- 2009: mistrz Clash of Warriors w wadze półśredniej do 77,1 kg[32].
- 2022-2023: tymczasowy mistrz Cage Warriors w wadze półśredniej do 77,1 kg[2].

## Życie prywatne
Jest żonaty i ma syna oraz córkę.